# Yannick Favennec-Bécot

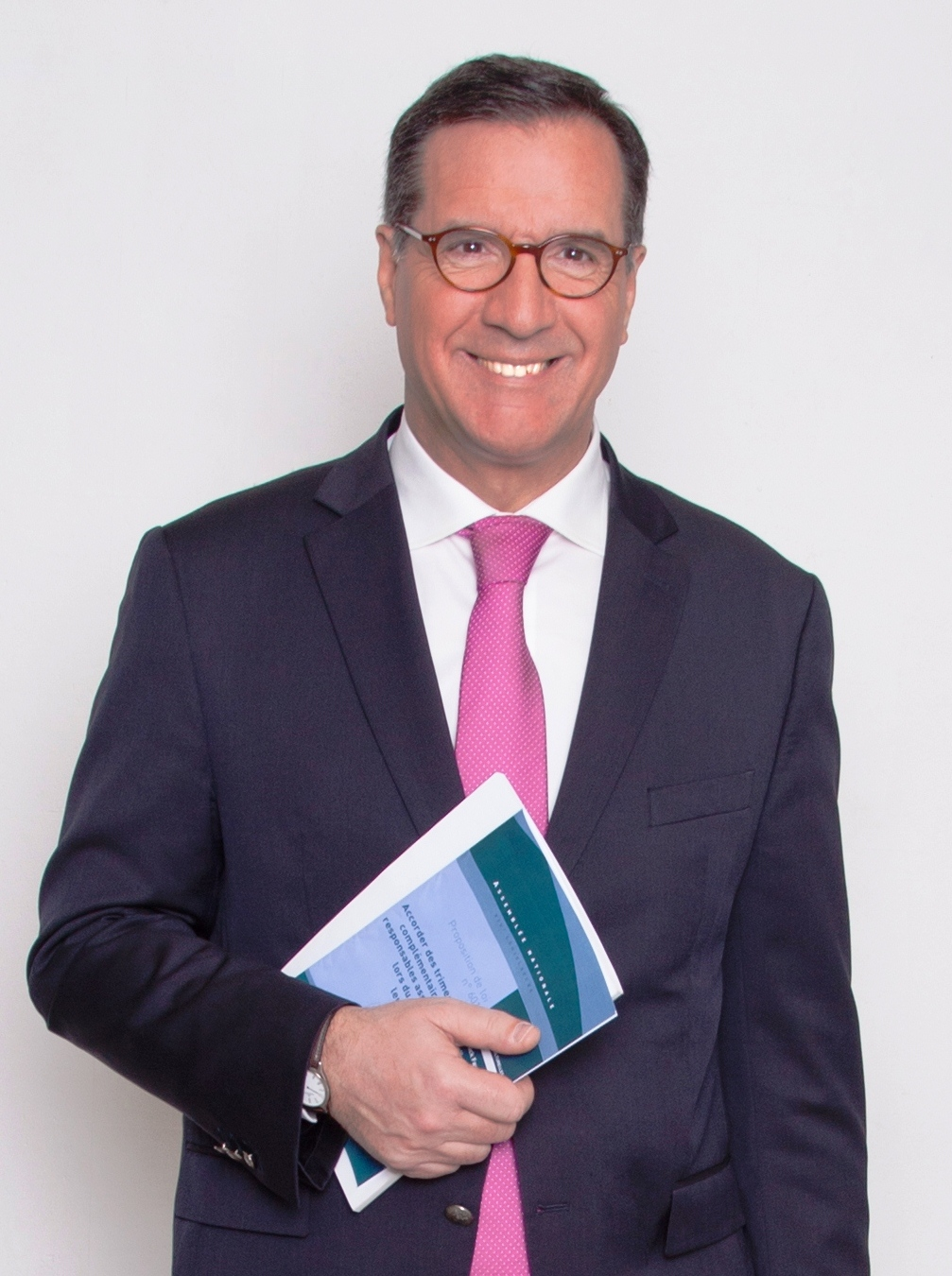
Yannick Favennec

Yannick Favennec-Bécot (* 12. August 1958 in Chaudron-en-Mauges, Département Maine-et-Loire) ist ein französischer Politiker (Horizons, früher UMP, UDI). Er ist seit 2002 Abgeordneter der Nationalversammlung.
Favennec war bereits als Jugendlicher politisch tätig und unterstützte bei der Präsidentschaftswahl 1974 Valéry Giscard d’Estaing. Nach dem Abschluss seines Jurastudiums arbeitete er als parlamentarischer Assistent. Er trat der konservativ-liberalen Parti républicain (PR) bei, die zum Mitte-rechts-Bündnis Union pour la démocratie française (UDF) gehörte. Danach war er Berater des PR-Generalsekretärs François Léotard und arbeitete nach dessen Ernennung zum Minister 1986 im Stab des Kultur- und Kommunikationsministeriums. 1991 verließ er die Politik und arbeitete für den Computerhersteller Bull, wo er für die Außenbeziehungen zuständig war. 
Als Chefberater der Staatssekretärin für Außenhandel Christine Chauvet (UDF-PR) kehrte er 1995 in die Politik zurück. Im Jahr darauf wechselte er in den Stab des Forschungsministers François d’Aubert. Dieser war zugleich Bürgermeisters von Laval (Département Mayenne) und ernannte Favennec 1997 zu seinem Stabschef (directeur de cabinet) im Rathaus. In dieser Zeit war er wie d’Aubert Mitglied der rechtsliberalen PR-Nachfolgepartei Démocratie libérale (DL), die 2002 in der Mitte-rechts-Sammelpartei Union pour un mouvement populaire (UMP) aufging. 
Im selben Jahr wurde Favennec erstmals als Abgeordneter des dritten Wahlkreises des Départements Mayenne in die Nationalversammlung gewählt. 2007 und 2012 wurde er jeweils schon im ersten Wahlgang der Parlamentswahl mit absoluter Mehrheit bestätigt. Im November 2012 wechselte er von der UMP-Fraktion zur Union des démocrates et indépendants (UDI), die Kleinparteien der rechten Mitte umfasst. Auch bei der Parlamentswahl 2017, bei der Favennec für die UDI und mit Unterstützung der UMP-Nachfolgepartei Les Républicains antrat, wurde sein Mandat bestätigt. Bei der Parlamentswahl 2022 errang er seinen Parlamentssitz als Kandidat der Mitte-rechts-Partei Horizons im Parteienbündnis Ensemble (Unterstützer des Präsidenten Emmanuel Macron) mit 57,1 Prozent der Stimmen wiederum gleich im ersten Wahlgang. Anschließend wurde er als Sekretär ins Präsidium der Nationalversammlung gewählt.
Yannick Favennec-Bécot ist mit der Juristin Eloïse Kambrun-Favennec verheiratet, die von 2008 bis 2017 auch seine parlamentarische Mitarbeiterin war, bis die Beschäftigung von Familienmitgliedern im Abgeordnetenbüro untersagt wurde.